# ユナイテッド・エクスプレス
ユナイテッド・エクスプレス (United Express) は、6社の地域航空会社がユナイテッド航空のために地域路線の運航を行っている名称である。主に、ユナイテッド航空のハブ空港と周辺の小規模空港を小型ジェット機で多頻度で結ぶ路線を運航している。
2010年10月1日のユナイテッド航空とコンチネンタル航空の合併により、コンチネンタル・コネクションとコンチネンタル・エクスプレスのユナイテッド・エクスプレスへの統合が進められた。2011年11月30日に米国連邦航空局よりユナイテッド航空の単独運航許可 (Single Operating Certificate, SOC) が認可されたことにより、約550の航空機がユナイテッド・エクスプレスとして運航するようになった。
全便がスターアライアンスネットワークに入っているため、スターアライアンスに加盟しているマイレージプログラムの会員は、加算条件を満たせばユナイテッド航空と同条件でマイルを獲得することができる。

## 歴史
- 1985年5月1日 - ユナイテッド航空はエア・ウィスコンシン（英語版）、アスペン航空（英語版）、ウェストエア（英語版）の3社とユナイテッド・エクスプレスとして正式に提携し、シカゴ・オヘア国際空港、デンバー・ステープルトン国際空港、サンフランシスコ国際空港の3つのハブ空港にて就航。
- 1988年2月6日 - プレジデンシャル航空（英語版）がワシントン・ダレス国際空港にてユナイテッド・エクスプレスとして就航。
- 1989年12月5日 - プレジデンシャル航空が破産のため運航終了。路線はウエストエアが引き継ぐ

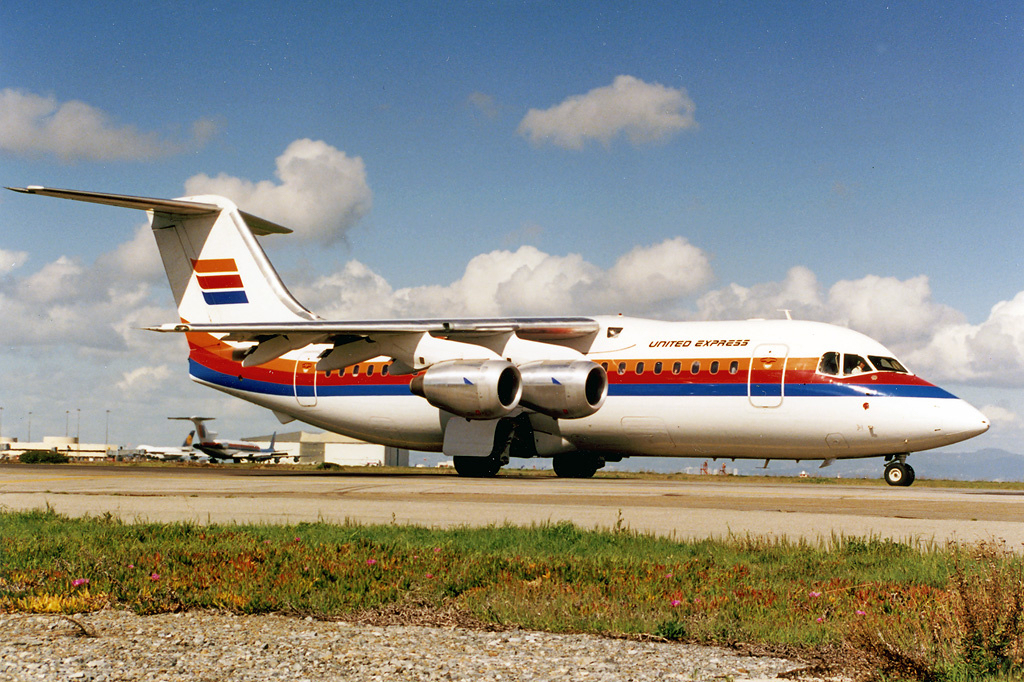
ユナイテッド・エクスプレスのBAe 146

- 1990年 - エア・ウィスコンシンがアスペン航空の普通株、アスペン・ピトキン・カウンティ空港発着の路線、BAe 146-100及びコンベア580を買収。アスペン航空はエア・ウィスコンシンの完全子会社として運航を継続。また、1990年2月、メサ航空はアスペン航空のデンバー・ステープルトン国際空港のハブ空港設備及びデンバー－アスペン線を除く当空港発着の路線を買収し、ユナイテッド・エクスプレスとして運航開始。
- 1991年 - アスペン航空を親会社のエア・ウィスコンシンに統合。
- 1992年 - メサ航空がウエストエアと同社のサンフランシスコ、ロサンゼルス、ポートランド、シアトルのハブを買収
- 1992年 - グレイトレイクス航空との提携開始。
- 1993年 - トランス・ステイツ航空との提携開始。
- 1993年 - メサ航空がCalPacを設立し、ロサンゼルス国際空港をハブ空港としてユナイテッド・エクスプレスに就航。
- 1995年 - メサ航空が再編
- 1997年11月 - ユナイテッド航空は1998年5月が期限のウエストエアとの提携を更新せず、スカイウエスト航空と新たに提携することを発表。
- 2001年 - グレイトレイクス航空との提携終了（その後もいくつかの路線でのコードシェアは継続）。

## 提携航空会社
2020年11月現在
| 航空会社             | IATA | ICAO | 提携開始                                            | ユナイテッド航空便名    | 拠点空港 | 現在の使用機材                                                  | 過去の使用機材 |
| -------------------- | ---- | ---- | --------------------------------------------------- | ----------------------- | --- | --------------------------------------------------------------- | --- |
| リパブリック航空     | YX   | RPA  | 2012年7月31日                                       | UA3400-3719             | デンバー国際空港 ジョージ・ブッシュ・インターコンチネンタル空港 ニューアーク・リバティー国際空港                                             | エンブラエル E170 エンブラエル E175                             | ボンバルディアQ400 |
| エア・ウィスコンシン | ZW   | AWI  | 1985年5月1日                                        | UA3720-3960             | シカゴ・オヘア国際空港 デンバー国際空港 ワシントン・ダレス国際空港                                                                           | ボンバルディア CRJ-200                                          | BAe 146 ドルニエ 328 フォッカー F27 BAe ATP デ・ハビランド・カナダ DHC-8-100                                                          |
| コミュートエア       | C5   | UCA  | 2000年12月2日（コンチネンタル・コネクションとして） | UA4274-4373 UA4810-5034 | ジョージ・ブッシュ・インターコンチネンタル空港 ニューアーク・リバティー国際空港（2008年10月2日 -） ワシントン・ダレス国際空港（2012年7月 -） | エンブラエル ERJ 145                                            | ボンバルディアQ200（2007年 -） ボンバルディアQ300（2011年6月 -） ビーチクラフト 1900D（- 2009年）                                     |
| ゴー・ジェット航空   | G7   | GJS  | 2005年10月4日                                       | UA4380-4619             | シカゴ・オヘア国際空港 ニューアーク・リバティー国際空港                                                                                      | ボンバルディアCRJ-550                                           | ボンバルディアCRJ-700 |
| スカイウエスト航空   | OO   | SKW  | 1997年10月1日                                       | UA4628-4809 UA5035-6009 | シカゴ・オヘア国際空港 ロサンゼルス国際空港 サンフランシスコ国際空港 デンバー国際空港 ジョージ・ブッシュ・インターコンチネンタル空港         | ボンバルディア CRJ-700 ボンバルディア CRJ-200 エンブラエル E175 | |
| メサ航空             | YV   | ASH  | 2003年7月6日                                        | UA6010-6379             | ジョージ・ブッシュ・インターコンチネンタル空港 ワシントン・ダレス国際空港                                                                    | エンブラエル E175                                               | エンブラエル EMB-120 ボンバルディア CRJ-700（2003年9月19日 -） DHC-8-200（- 2010年4月30日） ボンバルディア CRJ-200（- 2010年4月30日） |
| メサ航空             | YV   | ASH  | 1990年                                              | 1998年運航終了          | デンバー国際空港 ロサンゼルス国際空港（1995年 -） ポートランド国際空港 シアトル・タコマ国際空港                                              | エンブラエル EMB-120                                            | |

## 過去の提携航空会社
| 航空会社                             | IATA | ICAO | 提携開始                                           | 提携終了                                     | 拠点空港 | 使用機材 |
| ------------------------------------ | ---- | ---- | -------------------------------------------------- | -------------------------------------------- | --- | --- |
| ケープエアー                         | 9K   | KAP  | 2004年7月1日（コンチネンタル・コネクションとして） | 2018年5月31日運航終了                        | グアム国際空港 | ATR 42（2004年8月1日 -） セスナ 402 （- 2004年7月31日） |
| シャトーカ航空                       | RP   | CHQ  | 2007年1月8日（コンチネンタル・エクスプレスとして） | 運航終了                                     | クリーブランド・ホプキンス国際空港                                                                                 | エンブラエル ERJ 145 ボンバルディアCRJ-200 （- 2010年） |
| シャトーカ航空                       | RP   | CHQ  | 2004年6月4日                                       | 運航終了                                     | シカゴ・オヘア国際空港 ワシントン・ダレス国際空港                                                                  | エンブラエル ERJ 145 |
| エクスプレスジェット航空             | EV   | ASQ  | 1987年4月（コンチネンタル・エキスプレスとして）    | 運航終了                                     | クリーブランド・ホプキンス国際空港 ジョージ・ブッシュ・インターコンチネンタル空港 ニューアーク・リバティー国際空港 | エンブラエル ERJ 135 エンブラエル ERJ 145 ボンバルディアCRJ-200                                                                                                 |
| エクスプレスジェット航空             | EV   | ASQ  | 2009年12月1日                                      | 2020年9月30日運航終了                        | シカゴ・オヘア国際空港 ワシントン・ダレス国際空港                                                                  | エンブラエル ERJ 145 |
| トランス・ステイツ航空               | AX   | LOF  | 2003年月日                                         | 2020年4月1日運航終了                         | シカゴ・オヘア国際空港 ワシントン・ダレス国際空港 デンバー国際空港 クリーブランド・ホプキンス国際空港              | エンブラエル ERJ 145 |
| トランス・ステイツ航空               | AX   | LOF  | 1993年                                             | 1999年運航終了                               | シカゴ・オヘア国際空港                                                                                             | BAe ATP |
| アトランティック・サウスイースト航空 | EV   | ASQ  | 2010年2月11日                                      | 2011年12月31日エクスプレスジェット航空に統合 | シカゴ・オヘア国際空港 ワシントン・ダレス国際空港                                                                  | ボンバルディア CRJ-200 |
| コルガン・エア                       | 9L   | CJC  | 2005年10月4日                                      | 2012年9月5日運航終了                         | ワシントン・ダレス国際空港                                                                                         | サーブ 340 |
| コルガン・エア                       | 9L   | CJC  | 2005年（コンチネンタル・コネクションとして）       | 2012年6月5日運航終了                         | ジョージ・ブッシュ・インターコンチネンタル空港 ニューアーク・リバティー国際空港（2008年 -）                        | サーブ 340 ボンバルディア Q400 |
| アスペン・エアウェイズ               | AP   | ASP  | 1986年9月1日                                       | 1991年6月1日エア・ウィスコンシンに統合       | デンバー・ステープルトン国際空港                                                                                   | BAe 146 コンベア580 |
| ウエスト・エア                       | OE   | WCA  | 1985年                                             | 1998年運航終了                               | サンフランシスコ国際空港 ロサンゼルス国際空港 ポートランド国際空港 シアトル・タコマ国際空港                        | BAe ジェットストリーム31 エンブラエル EMB-120 BAe 146 エンブラエル EMB-110 ショート 360                                                                         |
| プレジデンシャル航空                 | XV   | PXV  | 1988年2月6日                                       | 1989年12月5日運航終了                        | ワシントン・ダレス国際空港                                                                                         | BAe ジェットストリーム31 デ・ハビランド・カナダ DHC-8-300 |
| アトランティック・コースト航空       | DH   | BLR  | 1989年12月15日                                     | 2004年8月4日運航終了                         | ワシントン・ダレス国際空港 シカゴ・オヘア国際空港                                                                  | BAe ジェットストリーム41 ボンバルディア CRJ-200 BAe ジェットストリーム32 デ・ハビランド・カナダ DHC-8-100 デ・ハビランド・カナダ DHC-8-300 エンブラエル EMB-120 |
| グレイトレイクス航空                 | ZK   | GLA  | 1992年                                             | 2001年4月30日運航終了                        | デンバー国際空港 シカゴ・オヘア国際空港                                                                            | ビーチクラフト 1900D エンブラエル EMB-120 |
| シャトル・アメリカ                   | S5   | TCF  | 2005年6月1日                                       | 運航終了                                     | シカゴ・オヘア国際空港                                                                                             | エンブラエル170 |
| シャトル・アメリカ                   | S5   | TCF  | 2004年6月1日                                       | 2005年11月30日運航終了                       | ワシントン・ダレス国際空港                                                                                         | サーブ340A |
| シルバー・エアウェイズ               | 3M   | SIL  |                                                    | 運航終了                                     | クリーブランド・ホプキンス国際空港                                                                                 | ビーチクラフト 1900D |
| シルバー・エアウェイズ               | 3M   | SIL  | 2012年8月1日                                       | 運航終了                                     | ワシントン・ダレス国際空港                                                                                         | サーブ340B |

## ギャラリー

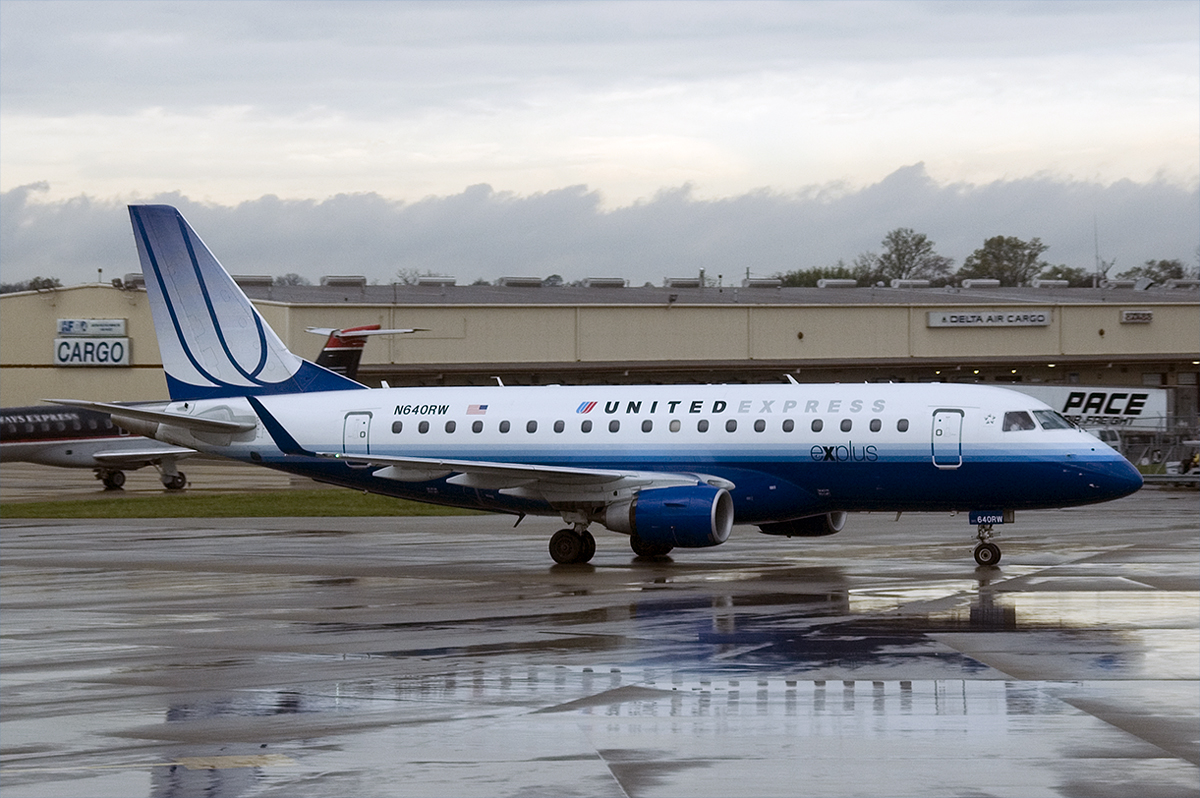
エンブラエル170
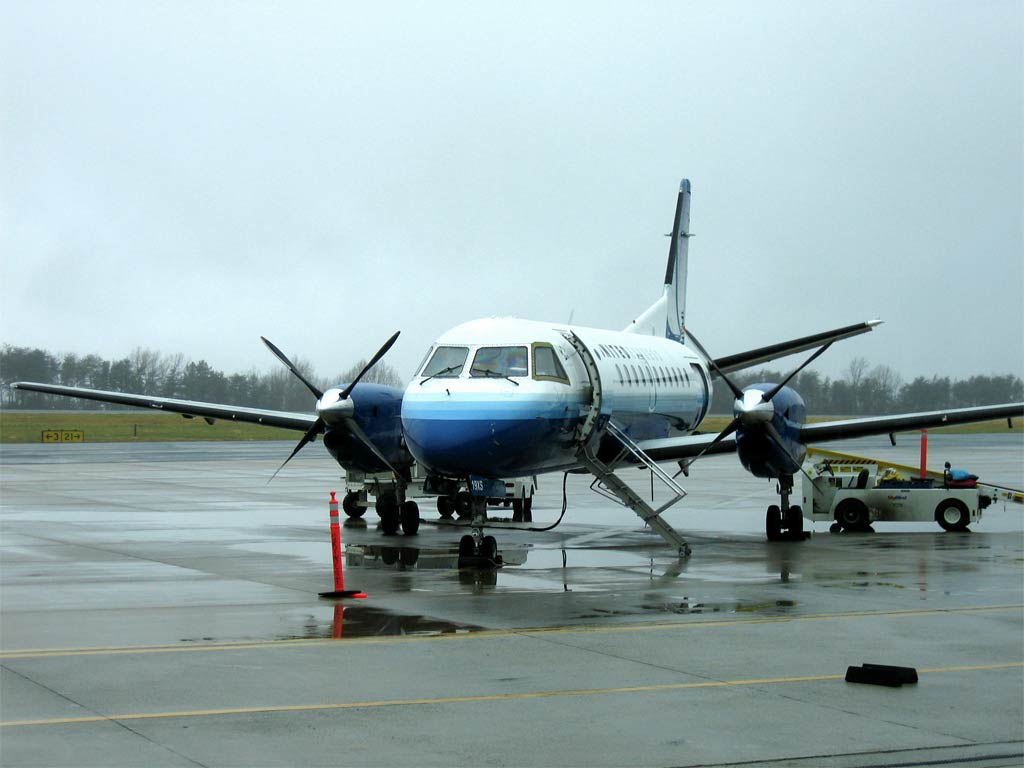
サーブ340
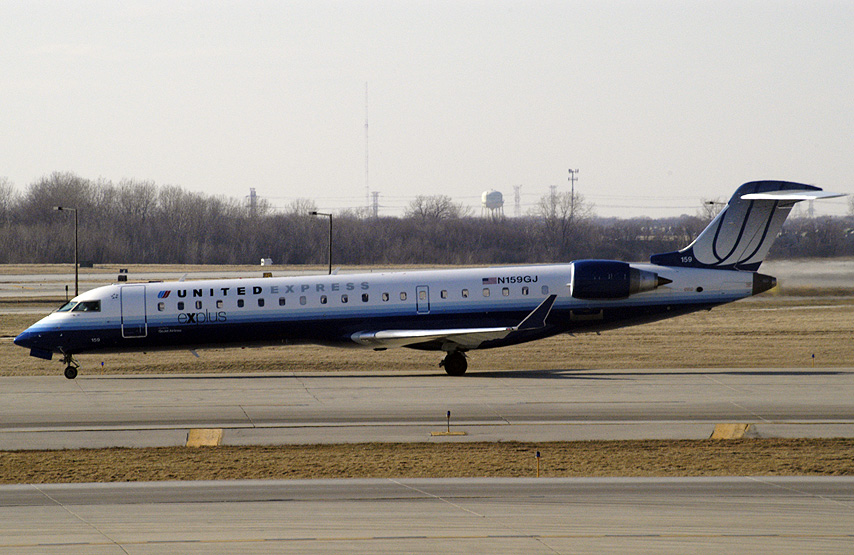
ボンバルディアCRJ700
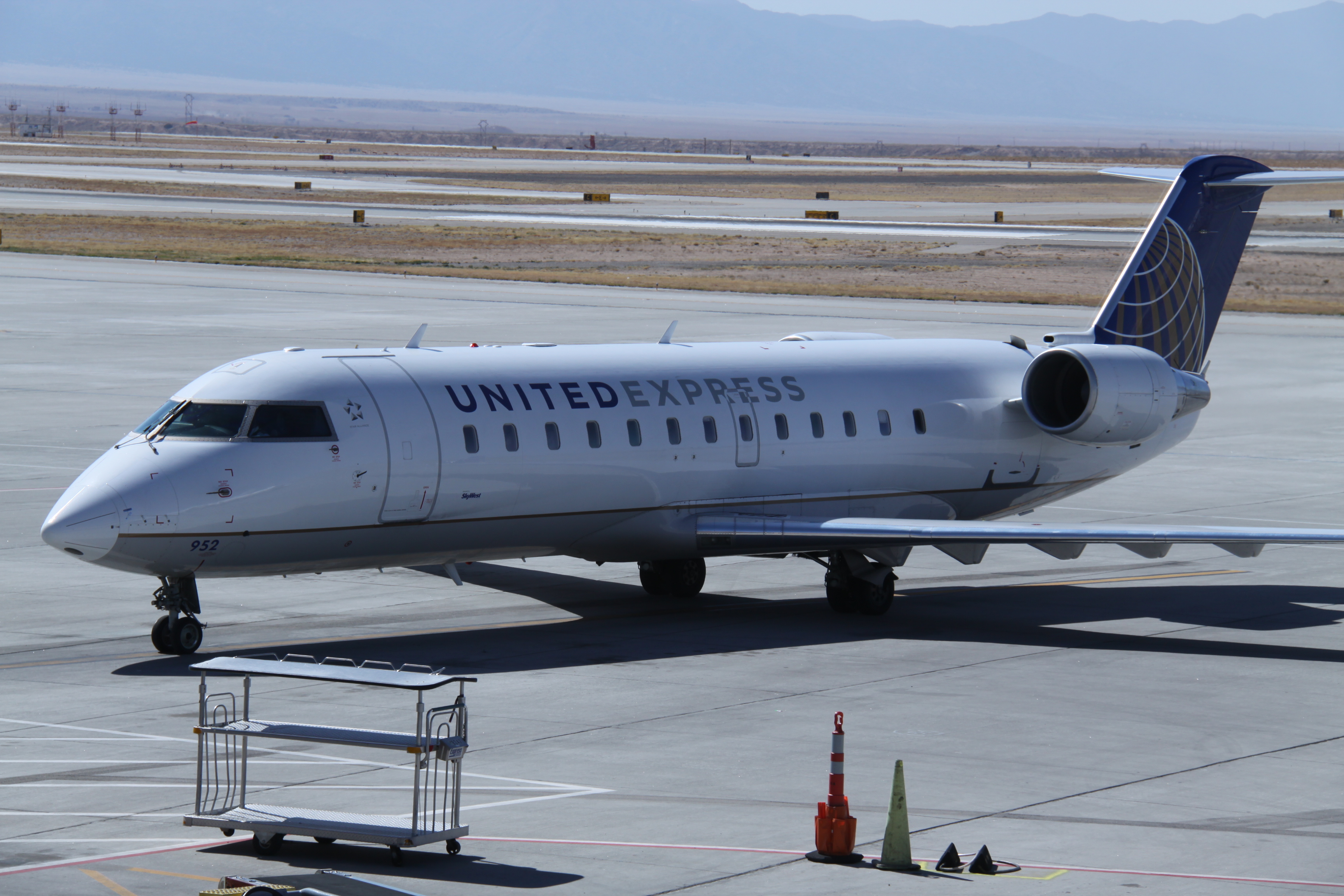
ボンバルディアCRJ200
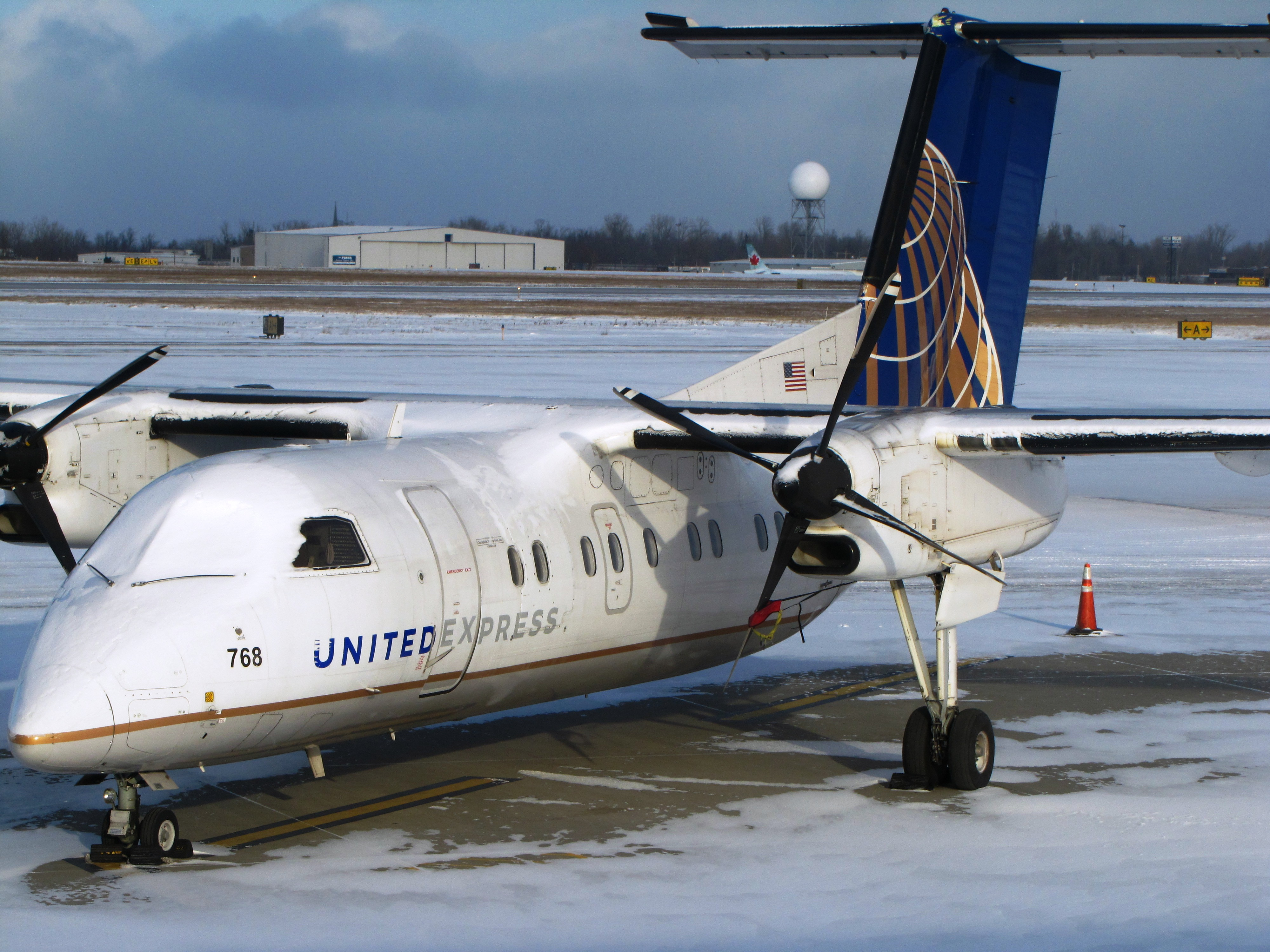
ボンバルディアQ200
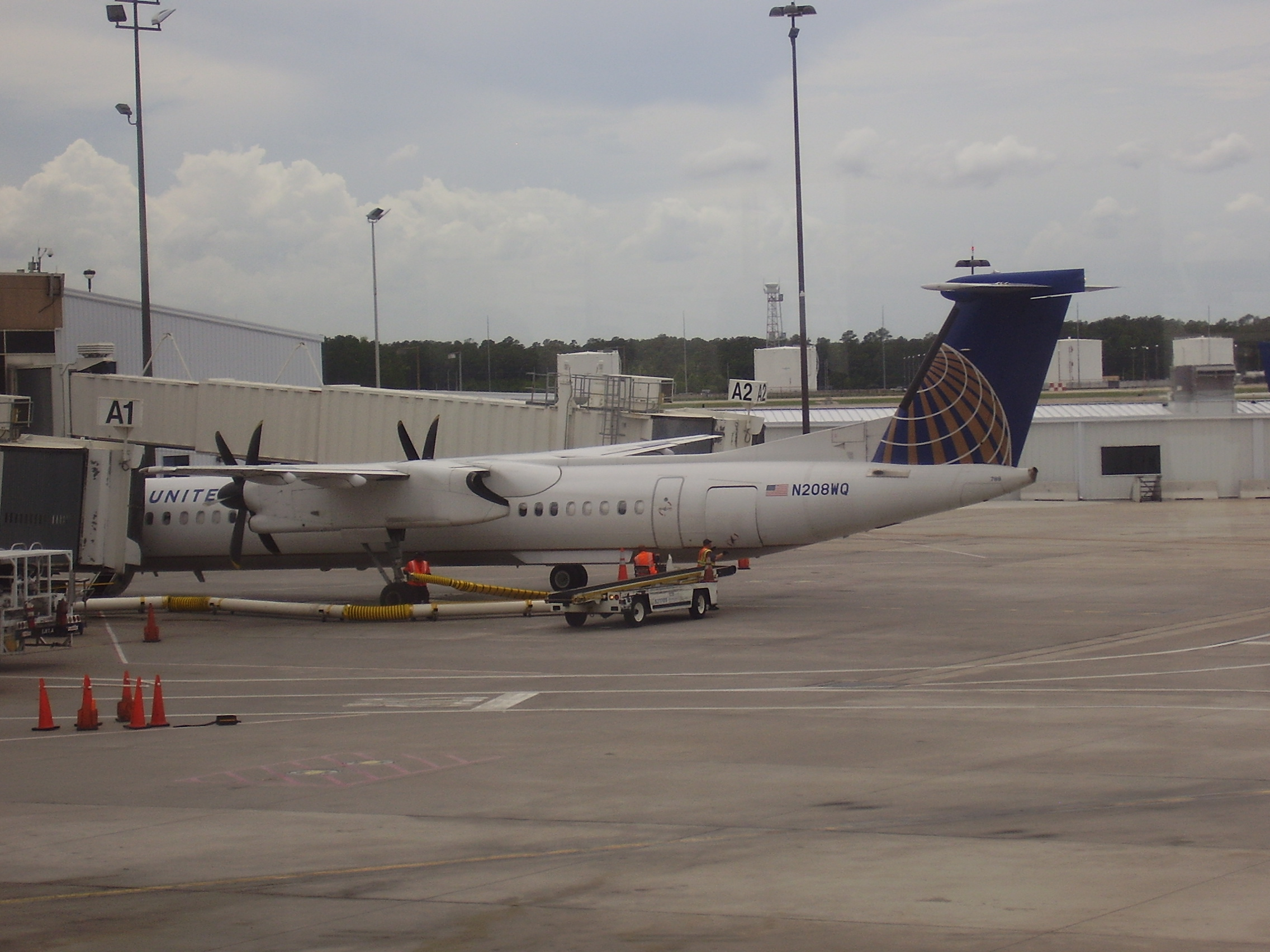
ボンバルディアQ400
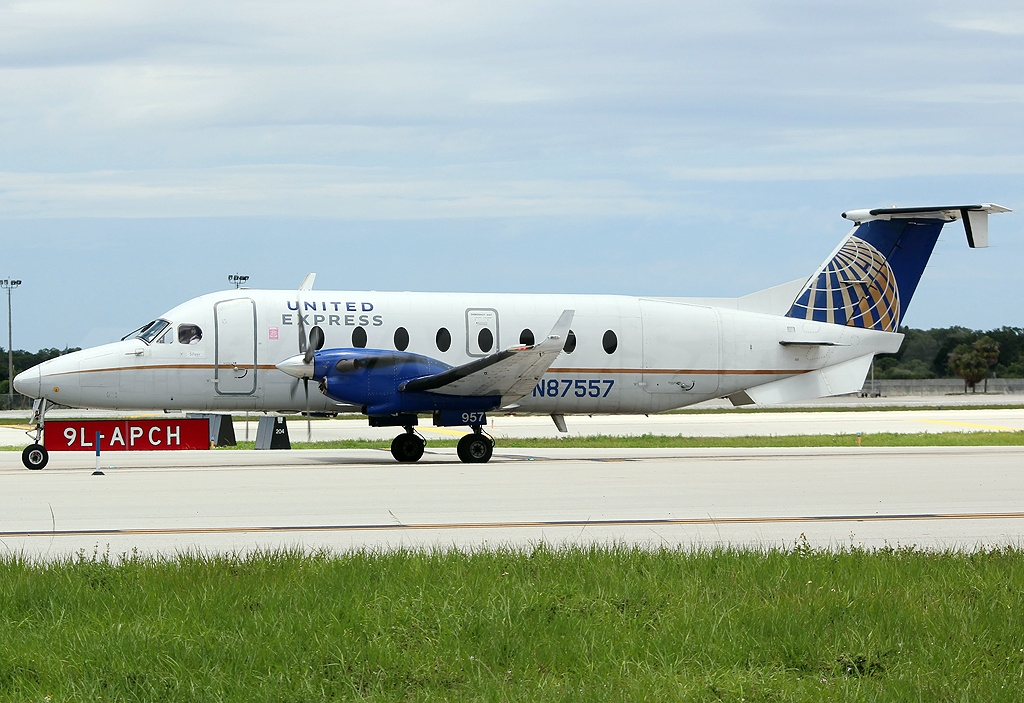
Raytheon 1900D
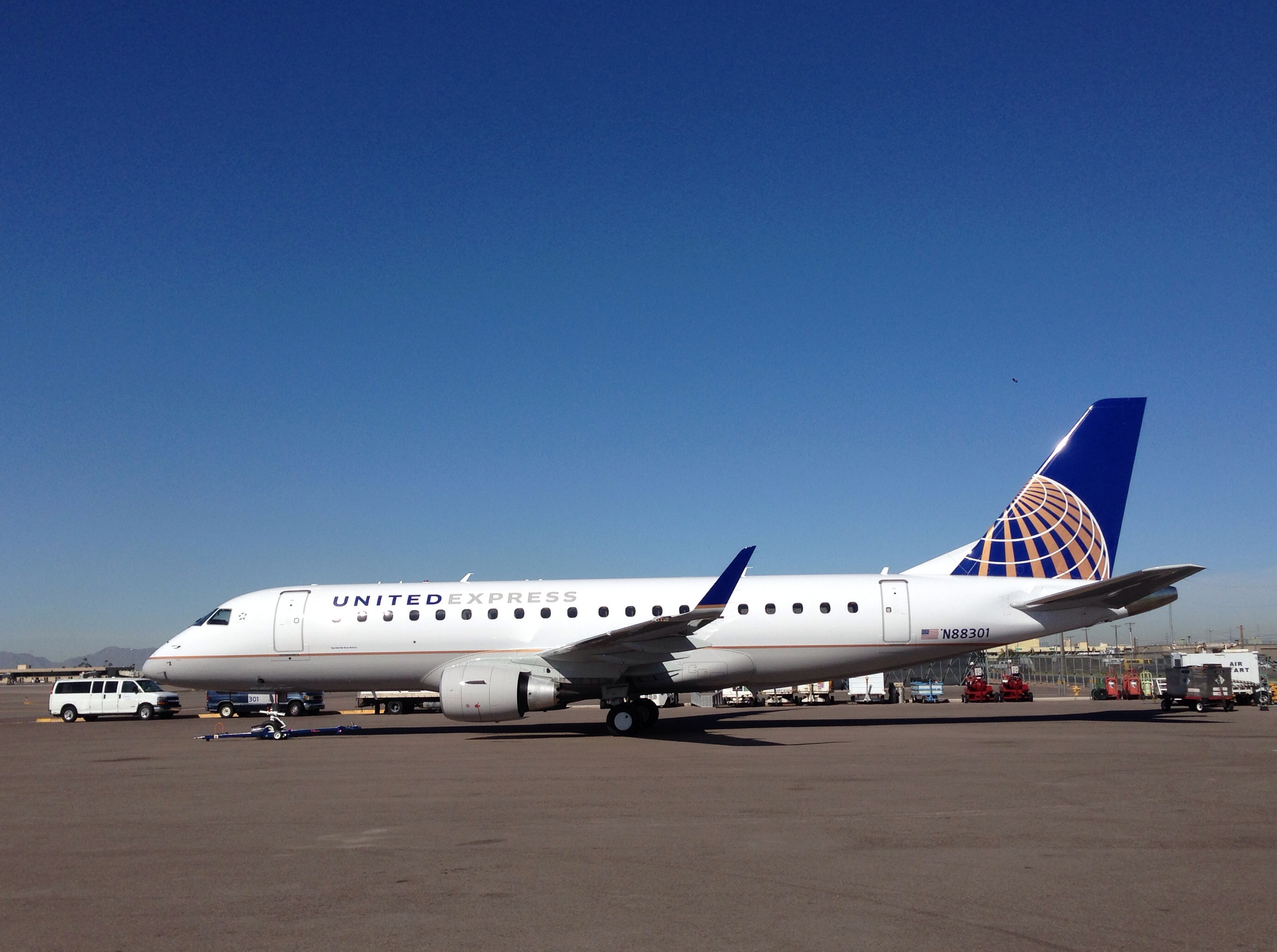
エンブラエル175
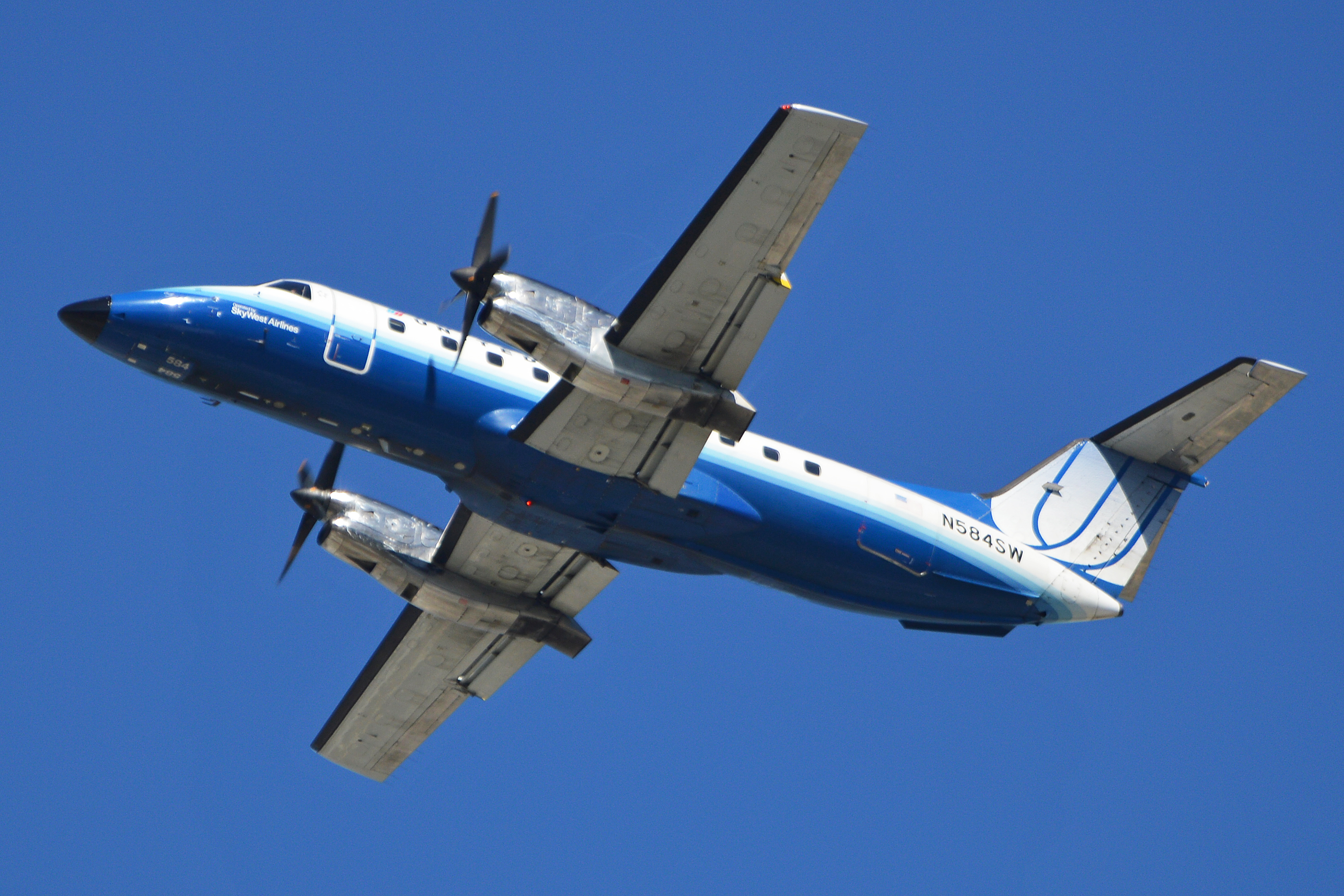
EMB120
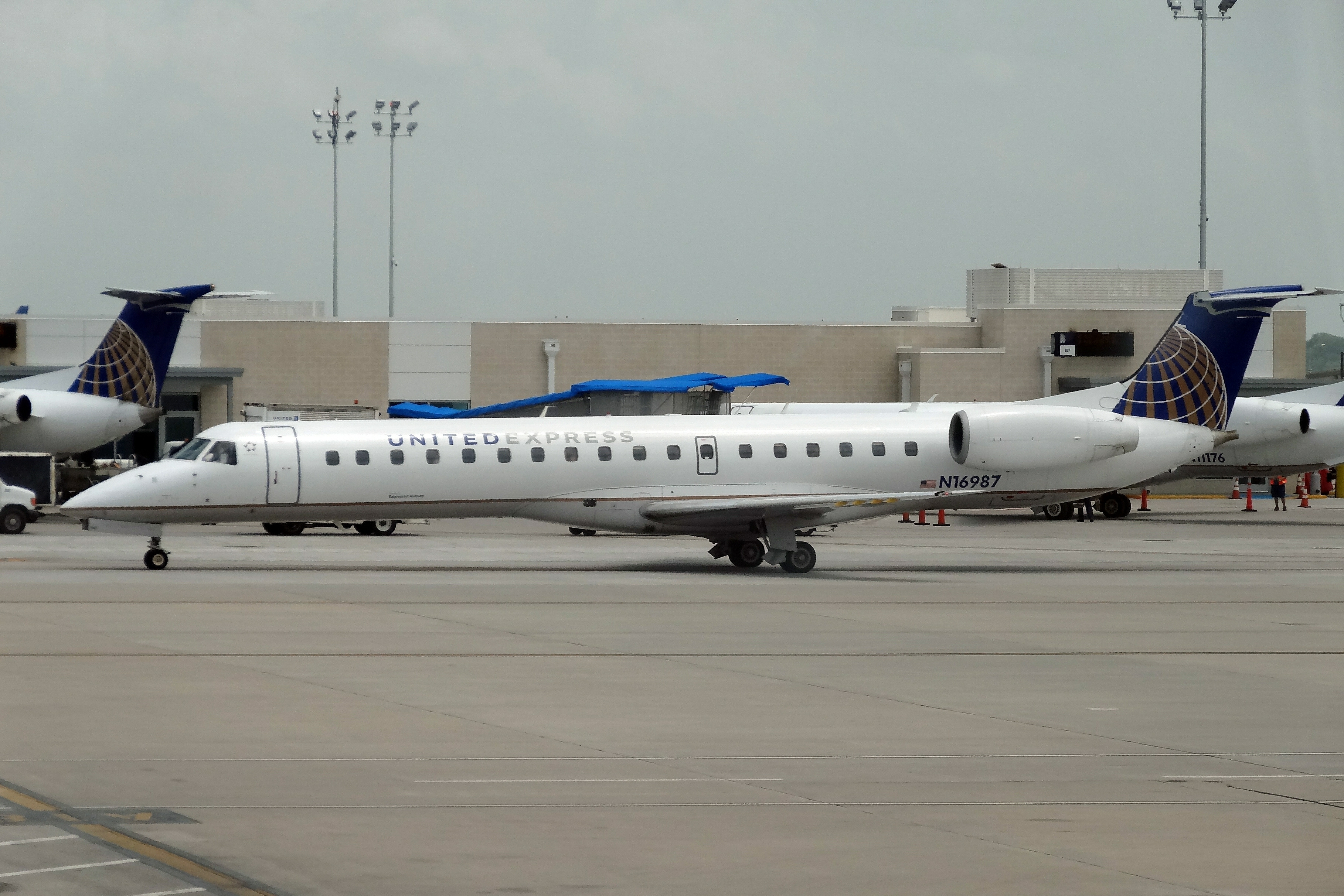
ERJ145

## 事故
- ユナイテッド・エクスプレス5925便地上衝突事故
- ユナイテッド・エクスプレス6291便墜落事故

## 事件
- ユナイテッド・エクスプレス3411便乗客強制排除事件